# Bill Hounslea
Bill Hounslea (15 tháng 8 năm 1926 - tháng 3 năm 2013) là một cầu thủ bóng đá thi đấu ở vị trí hậu vệ biên ở Football League cho New Brighton và Chester.